# Delmiro Gouveia
Delmiro Augusto da Cruz Gouveia, mais conhecido como Delmiro Gouveia (Ipu, 5 de junho de 1863 – Pedra, 10 de outubro de 1917), foi um industrial e empresário brasileiro.
Um dos pioneiros da industrialização do Brasil e do aproveitamento de seu potencial hidroelétrico, quando construiu a primeira usina hidrelétrica do Nordeste e a segunda do país, a Usina de Angiquinho, antecedida somente pela Usina de Marmelos. Foi também o criador do que é tido como o primeiro centro comercial brasileiro, o Mercado Modelo Coelho Cintra, inaugurado em 7 de setembro de 1899 no Recife.

## Primeiros anos de vida
Nasceu na Fazenda Boa Vista, no município de Ipu, no Ceará, filho da pernambucana Leonila Flora da Cruz Gouveia com o cearense Delmiro Porfírio de Farias. Sua família transferiu-se em 1868 para o estado de Pernambuco, onde se estabeleceu na cidade de Goiana, mudando-se para o Recife em 1872.
Com a morte de sua mãe teve que começar a trabalhar aos 15 anos de idade, em 1878, inicialmente como cobrador da Brazilian Street Railways Company no trem urbano, denominado maxambomba. Posteriormente chegou a Chefe da Estação de Caxangá, no Recife. Foi despachante em armazém de algodão.
Em 1883 foi ao interior de Pernambuco, interessado no comércio de peles de cabras e de ovelhas, que passou a negociar, tendo obtido grande sucesso. Em 1886 estabeleceu-se no  ramo de couros e passou a trabalhar, por comissão, para o imigrante sueco Herman Theodor Lundgren (Casas Pernambucanas) e para outras empresas especializadas nesse comércio, como a Levy & Cia. Trabalhava também por conta própria. Em 1896 fundou a empresa Delmiro Gouveia & Cia e passou a alijar seus concorrentes do mercado, empregando os melhores funcionários das empresas concorrentes.

## Principais realizações
| |  |  |
| Conselheiro Rosa e Silva, vice-presidente do Brasil, e Sigismundo Gonçalves, Governador de Pernambuco. |  |  |

Em 1899, inspirado pela Feira Internacional de Chicago de 1893, inaugurou no Recife o Mercado Modelo Coelho Cintra, um moderno centro comercial e de lazer, que pode ser considerado o primeiro shopping center do Brasil. Esse empreendimento foi um grande sucesso e motivo de orgulho para o Recife, e chegou a atrair multidões estimadas em mais de 8 mil pessoas, até que foi deliberadamente incendiado em 2 de janeiro de 1900 pela polícia de Pernambuco, por orientação do Conselheiro Rosa e Silva, à época vice-presidente do país, que era feroz inimigo político de Delmiro, e a mando do então governador Sigismundo Gonçalves, fiel rocista.
Após o incêndio, ateado por razões políticas no Derby Centro Comercial, e também em virtude de ter-se apaixonado por, e depois raptado, uma filha natural de 16 anos do então governador de Pernambuco, seu arqui-inimigo político, Delmiro concluiu que sua vida corria perigo no Recife e transferiu-se, em 1903, para Pedra, em Alagoas, uma povoação perdida no coração do sertão, mas de localização estratégica para seu comércio, na Microrregião Alagoana do Sertão do São Francisco, fazendo fronteira com Pernambuco, Sergipe e Bahia, e hoje denominada Delmiro Gouveia em sua homenagem. Delmiro comprou uma fazenda em Pedra, às margens da Ferrovia Paulo Affonso, onde centralizou seu lucrativo comércio de peles e construiu currais, açude, sua residência, e prédios para abrigar um curtume.
Planejando construir ali uma fábrica de linhas de costura - que até então eram importadas da Inglaterra, as conhecidas Linhas Corrente, que monopolizavam o mercado brasileiro, e apelando para ideais nacionalistas, nativistas e cívicos então em voga, conseguiu do governo de Alagoas concessões que incluíam o direito à posse de terras devolutas, isenção de impostos para a futura fábrica, e permissão para captar energia da cachoeira de Paulo Afonso, além de recursos governamentais para ajudar na construção de 520 quilômetros de estradas ligando Pedra a outras localidades. A partir de 1912 iniciou a construção da fábrica de linhas e da Vila Operária da Pedra, com mais de 200 casas de alvenaria. Em 26 de janeiro de 1913 inaugurou a primeira hidroelétrica do Nordeste brasileiro com potência de 1 500 HP na queda de Angiquinho. Em 1914 iniciou as atividades da nova fábrica sob a razão social Companhia Agro Fabril Mercantil, produzindo as linhas com nome comercial "Estrela" para o Brasil, e "Barrilejo" para o resto da América Latina. Com preços muito abaixo das "Linhas Corrente", produzidas na Inglaterra pela Machine Cotton, que até então monopolizava o mercado de linhas de costura em toda a América Latina, logo dominou o mercado brasileiro, e amplas fatias dos mercados latinoamericanos.

O sucesso da empresa, que em 1916 já produzia mais de 500 000 carretéis de linha por dia, chamou a atenção do conglomerado inglês Machine Cotton, que tentou por todos os meios comprar a fábrica. Por motivos políticos e questões de terras, Delmiro Gouveia entrou em conflito com vários coronéis da região, o que provavelmente, segundo a maioria dos historiadores, ocasionou seu misterioso assassinato à bala. Outros historiadores, apoiados no conceito de Direito Romano qui prodest?, a que isto serviu? a quem isto aproveitou? incluem a Machine Cottton no rol dos suspeitos. Seus herdeiros, não resistindo às pressões da Machine Cotton, venderam a fábrica à empresa inglesa, detentora na América Latina da marca "Linhas Corrente", que mandou destruir as máquinas, demolir os prédios e lançar os maquinários e escombros no rio São Francisco, livrando-se assim de uma incômoda concorrência.

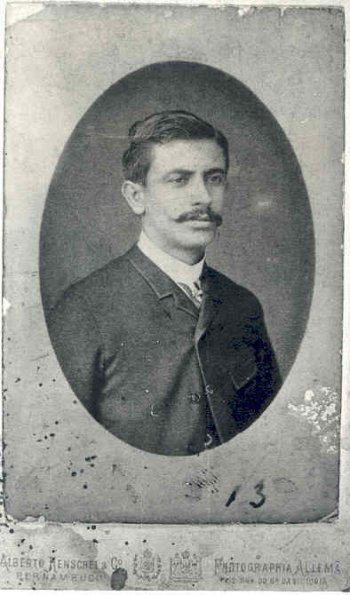
Delmiro Gouveia, industrial brasileiro (c. 1885).

## Destaques
Construiu a segunda hidrelétrica do Brasil, uma usina com potência de 1 500 HP, na queda de Angiquinho, uma cachoeira em Paulo Afonso. "Ele exportava peles de bode para a moda de Nova Iorque um século antes de se ouvir falar por aqui no tal do mundo 'fashion'", diz um artigo. Em 1899 inaugurou em Recife o primeiro shopping center do Brasil, o Derby, um centro comercial e de lazer com mercado, hotel, cassino, velódromo, parque de diversões e loteamento residencial. Em 1914 fundou a Companhia Agro Fabril Mercantil, a primeira na América do Sul a fabricar linhas para costura e fios para malharia. Após seu assassinato - até hoje não bem esclarecido - o maquinário original da Companhia Agro Fabril Mercantil foi atirado em um penhasco do rio São Francisco pelo grupo escocês Machine Cotton que comprou a empresa de seus sucessores, para destruí-la, livrando-se  assim da sua concorrência no ramo.

## Filmes
- Delmiro Gouveia: O Homem e a Terra, com direção de Geraldo Sarno, documentário, P&B, 90 min, Rio de Janeiro, 1971
- Coronel Delmiro Gouveia, com direção de Geraldo Sarno, ficção, colorido, 90 min. Rio de Janeiro 1978

## Cronologia
- 1863 – Nasce Delmiro, no Distrito de Santo Izidro, Ipu.
- 1868 – Transferência para Pernambuco
- 1883 – Compra e exportação de peles
- 1886 – Ramo de couros
- 1896 – Casa Delmiro Gouveia e Cia
- 1898 – Construção do mercado modelo no Derby (Recife)
- 1903 – Escolhe a vila da Pedra (280 km de Maceió, capital de Alagoas), atual  Delmiro Gouveia.
- 1910 – Aproveitamento da cachoeira de Paulo Afonso
- 1912 – Cia Agro Fabril Mercantil e construção da Vila Operária Padrão
- 1913 – Energia hidrelétrica da queda de Angiquinho, Cachoeira em Paulo Afonso.
- 1914 – Fabrica Estrela de linhas para costura
- 1917 – Morre assassinado aos 54 anos.